# Mila Simões de Abreu
Mila Simões de Abreu é uma arqueóloga portuguesa e Professora na Universidade de Trás-os-Montes e Alto Douro, mais conhecida pelo seu envolvimento na descoberta de gravuras de arte rupestre em Vale do Côa, juntamente com João Zilhão, António Martinho Baptista, entre outros, no Movimento para a Salvaguarda das Gravuras de Foz Côa, criado, ad hoc, para a sua preservação.

## Biografia

### Família
A família de Mila Simões de Abreu é natural de Bragança, e descendente de cristãos-novos quinhentistas, o que, de acordo com a arqueóloga, se refletia na base não-religiosa da sua família e no grande investimento no cultivo do conhecimento. Essa cultura judaica refletiu-se na escolha do nome "Mila", que também era o nome da avó, em homenagem a um do bairros do gueto de Varsóvia. O facto de remeter para o nome desse bairro, e por significar "liberdade", o nome era oficialmente proibido, pelo que o nome oficial é "Maria Emília Simões de Abreu". O fecho da Sinagoga de Bragança, no final da década de 1940, fez redescobrir a identidade judia da sua família.
De acordo com Simões de Abreu, o seu avô, natural de Torre de Moncorvo e de quem alega ter herdado a personalidade, era um comerciante médio de sucesso, e que tinha como dados curiosos para a sua época, assinar a revista National Geographic, divulgar as notícias que passavam na rádio durante a Segunda Guerra Mundial para a sua aldeia, e tinha uma relação de amizade com o célebre Abade de Baçal.
A sua mãe, nascida em 1923, era professora e, após se ter licenciado em Ciências Histórico-Filosóficas, na Faculdade de Letras da Universidade de Lisboa, voltou para Bragança, onde concorreu para o concurso de professores. No entanto, o facto de haver um homem casado e com filhos a concorrer, fez com que todas as mulheres concorrentes tivessem sido excluídas, tendo-se mudado para o Porto, onde foi oficialmente proibida de lecionar, por ensinar o existencialismo. Na sequência desta proibição, parte para Moçambique, onde conheceu o marido.
O pai era natural de Coimbra, embora tenha nascido em Angola.

### Educação
Especializou-se em Itália em arte rupestre e concluiu o seu doutoramento na Universidade de Trás-os-Montes e Alto Douro, onde atualmente faz parte do Departamento de Geologia. Quando se encontrava em Itália, Simões de Abreu deslocou-se à terra natal da sua família, Bragança, para fazer um inventário da arte rupestre presente na região, com o apoio do IPPC, onde descobriu centenas de vestígios de arte rupestre.

### Movimento para a Salvaguarda da Arte Rupestre do Vale do Côa
Apesar das primeiras gravuras terem sido descobertas em 1991 pelo arqueólogo Nelson Rebanda, foi em novembro de 1994, quando integrava a equipa de arqueólogos que continuaram o trabalho de investigação, que começaram a ser divulgadas as primeiras imagens das gravuras, como forma de alertar a opinião pública para as consequências que a construção de uma barragem no Foz Côa iria ter para o património histórico daquela região. O movimento teve um impacto tão forte, tanto na opinião pública portuguesa (com a realização de vários debates e a entrega de duas petições à Assembleia da República), como na internacional, com a Universidade da Califórnia a apelar ao então Presidente da República Portuguesa Mário Soares para as consequências históricas e culturais da submersão das gravuras.
Foi como membro da Federação Internacional das Organizações de Arte Rupestre que Mila Simões de Abreu exerceu um papel fundamental, consciencializando a comunidade académica internacional para a importância da descoberta, com as primeiras divulgações académicas a nível internacional a começarem ainda em novembro de 1994, através de Paul Bahn e Tim Raymant, que escrevem para o Sunday Times o artigo com o título "Dam scandal threatens Ice Age art treasures", divulgando a conflitualidade entre a construção da barragem e a preservação do património, algo que se conjugou com a ação a nível nacional, com a pressão exercida sobre a EDP (entidade responsável pela construção da barragem), o governo português e o então Instituto Português do Património Arquitetónico. Apesar de, inicialmente, ser colocada em cima da mesa uma hipótese de compromisso entre a construção da barragem e a preservação das gravuras, esta tornou-se inviável, à medida que as investigações continuavam e se iam descobrindo cada vez mais gravuras. É nesse âmbito que Simões de Abreu deu inicio ao movimento de salvaguarda envolvendo a comunidade académica, jornalística, política e a opinião pública, tendo percorrido o país a alertar para os impactos negativos da construção da barragem, enfrentando uma luta de um ano, que chegou a envolver ameaças e tentativas de agressão, pela população de Vila Nova de Foz Côa. Com a suspensão da sua construção, aprovada em Conselho de Ministros, a 17 de janeiro de 1996, no início da vigência do primeiro governo de António Guterres, o património rupestre foi preservado, com a abertura do Parque Arqueológico do Vale do Côa, em agosto de 1996 e a classificação como Monumento Nacional, em 1997, e como Património Mundial da UNESCO, em 1998.
Pela sua defesa do património do Vale do Côa, foi galardoada com o "Prémio de conservação” da American Rock Art Research Association.

### Pós-Côa
Após a salvaguarda do património rupestre do Vale do Côa, Simões de Abreu continuou a defender património semelhante no Vale do Guadiana, e no Rio Sabor.
No últimos anos, tem-se dedicado à defesa da reabertura da Linha do Corgo e da suspensão do parque eólico previsto para a Serra de Passos, em Mirandela e faz parte do Conselho para a Reflexão e Ação sobre o Interior. Foi anunciada como cabeça de lista pelo Livre às eleições legislativas de 2024, pelo círculo eleitoral de Vila Real, tendo vencido as primárias distritais do partido com uma ponderação de 2140,2 pontos.

## Obra
- Breve guida all'arte rupestre di Dos Sotto Laiolo (1988), juntamente com Ludwig Jaffe e Angelo Fossati[23]
- Breve guida all'arte rupestre di Foppe di Nadro (1989), juntamente com Ludwig Jaffe e Angelo Fossati[23]
- Rupestrian archaeology—techiniques and terminology. A methodological approach: petroglyphs (1990), juntamente com Ludwig Jaffe e Angelo Fossati[23]
- Gravado no tempo - a arte rupestre da Valcamonica (1991), juntamente com Ludwig Jaffe e Angelo Fossati[23]
- Dams and rock art in Portugal: a match made in hell (2002)[23]